# فضای انگلیسی

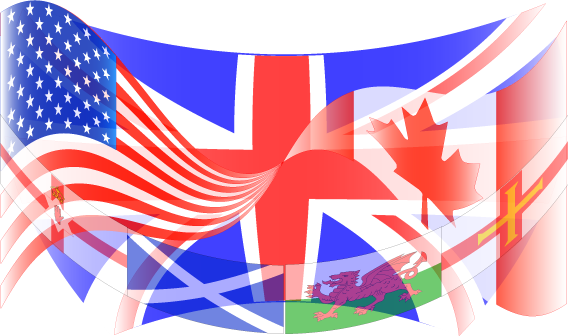
پرچم کشورهای آنگلوسفر

آنگلوسفر یا سپهر انگلیسی یا جهان انگلیسی (به انگلیسی: Anglosphere) به آن دسته از کشورهای انگلیسی‌زبان گفته می‌شود که دارای ریشه‌های تاریخی و فرهنگی از جزایر بریتانیا هستند که امروزه نیز همکاری نزدیک فرهنگی، سیاسی، دیپلماتیک و نظامی را حفظ می‌کنند. در حالی که ملل مختلف در منابع مختلف متفاوت هستند، آنگلوسفر معمولاً شامل تمام کشورهایی نیستند که زبان انگلیسی زبان رسمی آن‌ها است، اگرچه ملت‌هایی که معمولاً شامل آن‌ها می‌شوند، همگی بخشی از امپراتوری بریتانیا بودند. آنگلوسفر شامل پنج کشور از جمله ایالات متحدهٔ آمریکا، کانادا، استرالیا، نیوزیلند و بریتانیا است. این اصطلاح همچنین می‌تواند جمهوری ایرلند و کشورهای کارائیب که انگلیسی‌زبان هستند را پوشش دهد.

## تعاریف
اصطلاح آنگلوسفر نخستین بار در سال ۱۹۹۵ توسط نویسنده نیل استیونسن در کتاب عصر الماس منتشر شد. جان لویید این اصطلاح را در سال ۲۰۰۰ به تصویب رساند و آن را شامل ایالات متحده و انگلستان همراه با کانادا، استرالیا، نیوزیلند، ایرلند، آفریقای جنوبی و غرب ایندای بریتانیا تعریف کرد. فرهنگ لغت مریام-وبستر واژهٔ «آنگلوسفر» را به عنوان «کشورهایی از جهان که در آن زبان انگلیسی و ارزش‌های فرهنگی انگلیسی غالب است»، تعریف می‌کند.

آنگلوسفرها برنامه‌های مشترکی دارند:
- توافقنامهٔ بریتانیا - ایالات متحدهٔ آمریکا
- فایو آیز
- هیئت ارتباطات الکترونیک ترکیبی
- برنامهٔ همکاری فنی
- شورای همکاری سازندهٔ هوا و فضا
- آوسکانزوکوس
- برنامه‌های ارتش آمریکایی، انگلیسی، کانادایی، استرالیایی و نیوزیلندی

کانادا، استرالیا، نیوزیلند و انگلستان از الیزابت دوم به عنوان رئیس کشور بخشی از اتحادیهٔ کشورهای مشترک‌المنافع و نظام وستمینستر پیروی می‌کنند.

در زیر جدول مقایسه پنج کشور اصلی از آنگلوسفر وجود دارد. داده‌ها برای سال ۲۰۱۷ است.
| کشور                | جمعیت       | منطقهٔ زمینی (کیلومترمربع | منطقهٔ زمینی (مایل مربع) | برابری قدرت خرید تولید ناخالص داخلی (بیلیون دلار) | سرانهٔ برابری قدرت خرید تولید ناخالص داخلی (دلار آمریکا) | ثروت ملی (بیلیون دلار) | سرانهٔ ثروت ملی (دلار) | شاخص توسعهٔ انسانی (۲۰۱۵) |
| ------------------- | ----------- | ------------------------ | ----------------------- | ------------------------------------------------- | ------------------------------------------------------- | ---------------------- | --------------------- | ------------------------ |
| ایالات متحده آمریکا | ۳۲۴٬۴۵۹٬۴۶۳ | ۹٬۱۴۷٬۴۲۰                | ۳٬۵۳۱٬۸۴۰               | $۱۹٬۳۶۲٫۱۲۹                                       | $۵۹٬۶۷۵                                                 | $۹۳٬۵۶۰                | $۲۸۸٬۳۵۷              | ۰٫۹۲۰ (خیلی زیاد)        |
| بریتانیا            | ۶۶٬۱۸۱٬۵۸۵  | ۲۴۱٬۹۳۰                  | ۹۳٬۴۱۰                  | $۲٬۸۸۰٫۲۵۴                                        | $۴۳٬۵۲۰                                                 | $۱۴٬۰۷۳                | $۲۱۲٬۶۴۲              | ۰٫۹۰۹ (خیلی زیاد)        |
| کانادا              | ۳۶٬۶۲۴٬۱۹۹  | ۹٬۰۹۳٬۵۱۰                | ۳٬۵۱۱٬۰۲۰               | $۱٬۷۶۳٫۷۸۵                                        | $۴۸٬۱۵۹                                                 | $۷٬۴۰۷                 | $۲۰۲٬۲۴۳              | ۰٫۹۲۰ (خیلی زیاد)        |
| استرالیا            | ۲۴٬۴۵۰٬۵۶۱  | ۷٬۶۸۲٬۳۰۰                | ۲٬۹۶۶٬۲۰۰               | $۱٬۲۳۵٫۲۹۷                                        | $۵۰٬۵۲۲                                                 | $۷٬۳۲۹                 | $۲۹۹٬۷۴۸              | ۰٫۹۳۹ (خیلی زیاد)        |
| نیوزیلند            | ۴٬۸۲۵٬۱۷۰   | ۲۶۳٬۳۱۰                  | ۱۰۱٬۶۶۰                 | $۱۸۵٫۷۴۸                                          | $۳۸٬۴۹۶                                                 | $۱٬۱۶۲                 | $۲۴۰٬۸۲۱              | ۰٫۹۱۵ (خیلی زیاد)        |
| کل                  | ۴۵۶٬۴۲۱٬۶۲۶ | ۲۶٬۴۲۸٬۴۷۰               | ۱۰٬۲۰۴٬۰۸۸              | $۲۵۴۲۷٫۲۱۳                                        | $۵۵٬۷۱۰                                                 | $۱۲۳٬۵۳۱               | $۲۷۰٬۶۵۱              | ۰٫۹۲۰ (خیلی زیاد)        |
| کل در جهان          | ۶٫۰٪        | ۱۷٫۷٪                    | ۱۷٫۷٪                   | ۲۰٫۱٪                                             |                                                         | ۴۴٫۱٪                  |                       |                          |

## روابط عمومی
تحقیقات عمومی نشان داده است که مردم ایالات متحده، انگلستان، کانادا، استرالیا و نیوزیلند همواره کشورهایشان را به عنوان مهم‌ترین متحدان کشور خود در جهان در نظر می‌گیرند.روابط میان کشورهای آنگلوسفر به طور سنتی گرم و با مشارکت دوجانبه مانند روابط میان استرالیا و نیوزیلند، روابط ایالات متحده آمریکا و کانادا و روابط بریتانیا و ایالات متحده آمریکا تشکیل شده است که از موفق‌ترین شراکت‌های جهان است.